# Középpontos hatszögszámok
A középpontos hatszögszámok a figurális számokon belül a középpontos sokszögszámokhoz tartoznak; olyan alakzatokat jellemeznek, ahol a középpontban egy pont van, és azt hatszög alakú pontrétegek veszik körül. Az alábbi ábra szemlélteti a középpontos hatszögszámok generálását. Minden lépésben a szürke pontok mutatják a már meglévő pontokat, az új pontok pedig pirosak:
| 1  |  | 7                         |  | 19                                                                        |  | 37 |
| -- |  | ------------------------- |  | ------------------------------------------------------------------------- |  | --- |
| +1 |  | +6                        |  | +12                                                                       |  | +18 |
| *  |  | * · * · * · * · * · * · * |  | * · * · * · * · * · * · * · * · * · * · * · * · * · * · * · * · * · * · * |  | * · * · * · * · * · * · * · * · * · * · * · * · * · * · * · * · * · * · * · * · * · * · * · * · * · * · * · * · * · * · * · * · * · * · * · * · * |

Az n. középpontos hatszögszám képlete a következő:
{\displaystyle n^{3}-(n-1)^{3}=3n(n-1)+1.\,}

A hatszögszám egy pötty híján feldarabolható hat darab háromszögre. A háromszögek páronként összerakhatók három n · (n-1) pöttyből álló paralelogrammává.

A képletet a következő formában kifejezve:
{\displaystyle 1+6\left({1 \over 2}n(n-1)\right)}
látható, hogy az n-edik középpontos hatszögszám eggyel haladja meg az n−1-edik háromszögszám hatszorosát.
Az első néhány középpontos hatszögszám a következő:
1, 7, 19, 37, 61, 91, 127, 169, 217, 271, 331, 397, 469, 547, 631, 721, 817, 919, 1027, 1141, 1261, 1387, 1519, 1657, 1801, 1951, 2107. (A003215 sorozat az OEIS-ben)
A középpontos hatszögszámok utolsó számjegye tízes számrendszerben az 1-7-9-7-1 mintázatot követi.
A középpontos hatszögszámoknak gyakorlati logisztikai-anyagmozgatási alkalmazásai vannak, például a kerek tárgyak kerek tartóedényekbe való pakolásában, vagy a különálló drótszálak kábelbe kötegelésében.
Az első n középpontos hatszögszám összege éppen n3. Tehát a középpontos hatszögű piramisszámok és a köbszámok ugyanazok a számok, csak más alakba vannak rendezve. Megfordítva, a középpontos hatszögszámok két egymást követő köbszám különbségeként állnak elő, tehát a középpontos hatszögszámok tekinthetők a köbszámok gnómonjainak is. A középpontos hatszögprímek megegyeznek a köbös prímekkel.